# Rayo Vallecano (női csapat)
A Rayo Vallecano Femenino labdarúgó csapatát 2000-ben hozták létre Madridban. A spanyol női első osztályú bajnokság, a Primera División tagja.

## Sikerlista
- Primera División
  - győztes (3): 2008–09, 2009–10, 2010–11
- Spanyol Kupa
  - győztes (1): 2007–08

## Játékoskeret
2020. október 3-tól
| #  |     | Poszt | Név              |
| -- | --- | ----- | ---------------- |
| 1  | ESP | K     | Patricia Larqué  |
| 13 | ESP | K     | Natalia Expósito |
| 2  | USA | V     | Danielle Hayden  |
| 5  | ESP | V     | Paula Andújar    |
| 14 | ESP | V     | Cristina Auñón   |
| 15 | ESP | V     | Ana Catalá       |
| 18 | CHI | V     | Camila Sáez      |
| 20 | DNK | V     | Cecilie Struck   |
| 4  | ESP | KP    | Pilar García     |
| 6  | ESP | KP    | Paula Fernández  |
| 8  | ARG | KP    | Ruth Bravo       |

| #  |     | Poszt | Név                 |
| -- | --- | ----- | ------------------- |
| 12 | ESP | KP    | Zaira Flores        |
| 21 | ESP | KP    | Yasmin Mrabet       |
| 22 | NED | KP    | Dayna Schra         |
| 3  | ESP | CS    | Ana Lucía de Teresa |
| 7  | ESP | CS    | Iris Ponciano       |
| 9  | AND | CS    | Teresa Morató       |
| 10 | ESP | CS    | Sheila García       |
| 11 | MNE | CS    | Slađana Bulatović   |
| 17 | CHI | CS    | Yanara Aedo         |
| 19 | BRA | CS    | Isadora Freitas     |

## A legutóbbi szezonok
| Szezon  | Bajnokság        | Bajnokság | Kupa         | Bajnokok Ligája |
| Szezon  | Osztály          | H.        | Kupa         | Bajnokok Ligája |
| ------- | ---------------- | --------- | ------------ | --------------- |
| 2001–02 | Segunda División | 1         |              |                 |
| 2002–03 | Segunda División | 1         |              |                 |
| 2003–04 | Superliga        | 9         | Győztes      |                 |
| 2004–05 | Superliga        | 7         | Elődöntős    |                 |
| 2005–06 | Superliga        | 4         | Elődöntős    |                 |
| 2006–07 | Superliga        | 4         | Elődöntős    |                 |
| 2007–08 | Superliga        | 2         | Győztes      |                 |
| 2008–09 | Superliga        | 1         | Elődöntős    |                 |
| 2009–10 | Superliga        | 1         | Döntős       | 1. forduló      |
| 2010–11 | Superliga        | 1         | Negyeddöntős | 2. forduló      |
| 2011–12 | Primera División | 4         | Elődöntős    | 2. forduló      |
| 2012–13 | Primera División | 6         | Negyeddöntős |                 |
| 2013–14 | Primera División | 4         | Elődöntős    |                 |
| 2014–15 | Primera División | 6         | Negyeddöntős |                 |
| 2015–16 | Primera División | 10        |              |                 |
| 2016–17 | Primera División | 7         | Negyeddöntős |                 |
| 2017–18 | Primera División | 11        |              |                 |
| 2018–19 | Primera División | 11        | Negyeddöntős |                 |

Megjegyzés
     Aranyérmes 
      Ezüstérmes 
      Bronzérmes